# Finale Ligure Marina
Finale Ligure Marina (wł: Stazione di Finale Ligure Marina) – stacja kolejowa w Finale Ligure, w prowincji Savona, w Ligurii, we Włoszech. Znajduje się na linii Genua–Ventimiglia, pomiędzy Savoną i Imperią. Została otwarta w 1872. Do 1977 działała także sąsiednia stacja Finalpia w tej samej gminie. Według klasyfikacji RFI posiada kategorię srebrną